# Einar Sagstuen
Einar Sagstuen (ur. 22 marca 1951 w Gjøviku) – norweski narciarz, uprawiający biegi narciarskie. Jego największym sukcesem jest srebrny medal wywalczony w sztafecie podczas igrzysk w Innsbrucku w 1976 r. Oprócz niego w sztafecie pobiegli także: Pål Tyldum, Ivar Formo i Odd Martinsen. Był to jedyny występ olimpijski Sagstuena.

## Osiągnięcia

### Igrzyska olimpijskie
| Miejsce | Dzień     | Rok  | Miejscowość | Konkurencja        | Czas biegu   | Strata      | Zwycięzca |
| ------- | --------- | ---- | ----------- | ------------------ | ------------ | ----------- | --------- |
| 2.      | 11 lutego | 1976 | Innsbruck   | Sztafeta 4 × 10 km | 2:07:59.72 h | 1:58.64 min | Finlandia |